# Staveley (Derbyshire)
Staveley – miasto i civil parish w Anglii, w hrabstwie Derbyshire, w dystrykcie Chesterfield. Leży na wschodnim brzegu rzeki Rother, 40 km na północ od miasta Derby i 213 km na północny zachód od Londynu. W 2011 roku civil parish liczyła 18 247 mieszkańców.